# ديمتري لافاالي
ديمتري لافاالي (مواليد 13 يناير 1997 ) هو لاعب كرة قدم بلجيكي يلعب كمدافع في نادي ماينتس 05.

## روابط خارجية
- ديمتري لافاالي على موقع قاعدة بيانات كرة القدم.إي يو (الإنجليزية)
- ديمتري لافاالي على موقع Soccerway.com (الإنجليزية)
- ديمتري لافاالي على موقع عالم كرة القدم.نت (الإنجليزية)